# Sydafrika i olympiska sommarspelen 1960
Sydafrika deltog med 55 deltagare vid de olympiska sommarspelen 1960 i Rom.Totalt vann de en silvermedalj och två bronsmedaljer.

## Medaljer

### Silver
- Daniel Bekker - Boxning, tungvikt.

### Brons
- William Meyers - Boxning, fjädervikt.
- Malcolm Spence - Friidrott, 400 meter.